# Фетаи, Фета
Фе́та Фе́таи (макед. Фета Фетаи; 11 мая 2005, Скопье) — северомакедонский и албанский футболист, полузащитник клуба «Локомотива» и молодёжной сборной Албании.

## Клубная карьера
Фета Фетаи является воспитанником клубной академии северомакедонского клуба «Шкупи». В 2020 году он присоединился к молодёжной команде клуба «Работнички». На профессиональном уровне дебют Фетая состоялся в ноябре 2022 года в матче чемпионата Северной Македонии. А в феврале 2023 года футболист подписал с клубом четырёхлетний контракт.
В июле 2023 года Фетаи перешёл в хорватский клуб «Локомотива».

## Карьера в сборной
Фета Фетаи родился в Северной Македонии и в 2023 году начал выступать за юношеские сборные Северной Македонии. Имея албанское происхождение, летом 2024 года Фетаи дебютировал в составе молодёжной сборной Албании.
В октябре 2024 года футболист получил первый вызов в сборную Албании на матчи Лиги наций. Но на поле он не выходил.